# Iacut
El iacut o sakhà és una llengua turquesa parlada per unes 360.000 persones a la República de Sakhà, al nord de la Sibèria russa. Fa servir caràcters ciríl·lics. Els iacuts pertanyen tant a religions tradicionals com a l'església ortodoxa russa.

## Característiques
Forma un subgrup amb el txuvaix, i també és parlada pels dolgans de Taimíria, i es caracteritza per ser una llengua aglutinant però amb elements analítics:
- Mutació de la J prototurca en sibilan ([s] en iacut i [ʃ] en txuvaix),
- Posseeix vocals llargues peculiars que es troben en monosíl·labs i polisíl·labs, però mai com a primer element de paraula polisíl·laba; si un monosíl·lab amb vocal llarga esdevé bisíl·lab o polisíl·lab per ajuntar-se un sufix, la vocal s'abreuja. Manté el diftong turc UO.
- Conserva la S inicial del prototurc com el txuvaix, mentre que la perden les altres (per exemple, barret en iacut as i en turc sač).
- Manté els diftongs IA, UO, ÏE i té un cas partitiu, a diferència de les altres llengües turqueses.
- Les formes conjugades es basen en un sistema d'escriptura basada en l'alfabet fonètic internacional el 1922, revisat el 1924. El 1929-1939 adoptaren l'alfabet llatí, i des d'aleshores el ciríl·lic.

## Alfabet iacut
A a a [a] [a]
Б б b [b] [be]
В в v [v] [ve]
Г г g [g] [ge]
Д д d [d]; com a palatal, [dj] [de]
Е е e [je]; [e] després de C llevat [t, d, s, z, n, l] [je]
Ë ë ë [jo]; [o] després de [tj, dj, sj, zj, nj, lj] [jo]
Ж ж ž [] [e]
З з z [z]; com a palatal [zj] [ze]
И и i [i] [njebd i] 'i curta'
I i ï [i] després de [t, d, s, z, n, l] [jord i] 'i llarga'
Й й j [j] [i kratkəj]
К к k [k] [ka]
Л л l [l]; com a palatal [lj] [el]
М м m [m] [em]
Н н n [n]; com a palatal [nj] [en]
О о o [o] [o]
Ö ö ö [ə] [ə]
П п p [p] [pe]
Р р r [r] [er]
С с s [s]; com a palatal [sj] [es]
Т т t [t]; com a palatal [tj] [te]
У у u [u] [u]
(Ф ф f) [f] [ef]
(Х х x) [x] [xa]
(Ц ц c) [] [e]
Ч ч č [j] [je]
Ш ш š [] [a]
(Щ щ šč) [a]
Ъ ъ  _b [jord znak] 'signe dur' 
Ы ы y [] []
Ь ь ' _b [njebd znak] 'signe suau'
Э э è [e] [e]
Ю ю ju [ju]; [u] després de [tj, dj, sj, zj, nj, lj] [ju]
Я я ja [ja]; [a] després [tj, dj, sj, zj, nj, lj] [ja]